# 黒部湖駅
黒部湖駅（くろべこえき）は、富山県中新川郡立山町にある立山黒部貫光黒部ケーブルカー（鋼索線）の駅。
立山黒部アルペンルートの途中、黒部湖の左岸に位置する。トンネルの中に改札やホームが設けられている。
黒部湖の右岸にある関西電力関電トンネル電気バスの黒部ダム駅（バス停留所）へは、黒部ダムの堰堤上を歩いて連絡する。

## 歴史
- 1965年（昭和40年）11月2日：着工[1]。
- 1969年（昭和44年）7月20日：立山黒部貫光黒部ケーブルカーの駅として開設[1]。

## 隣の駅
立山黒部貫光
鋼索線（黒部ケーブルカー）
黒部湖駅 - 黒部平駅

## ギャラリー

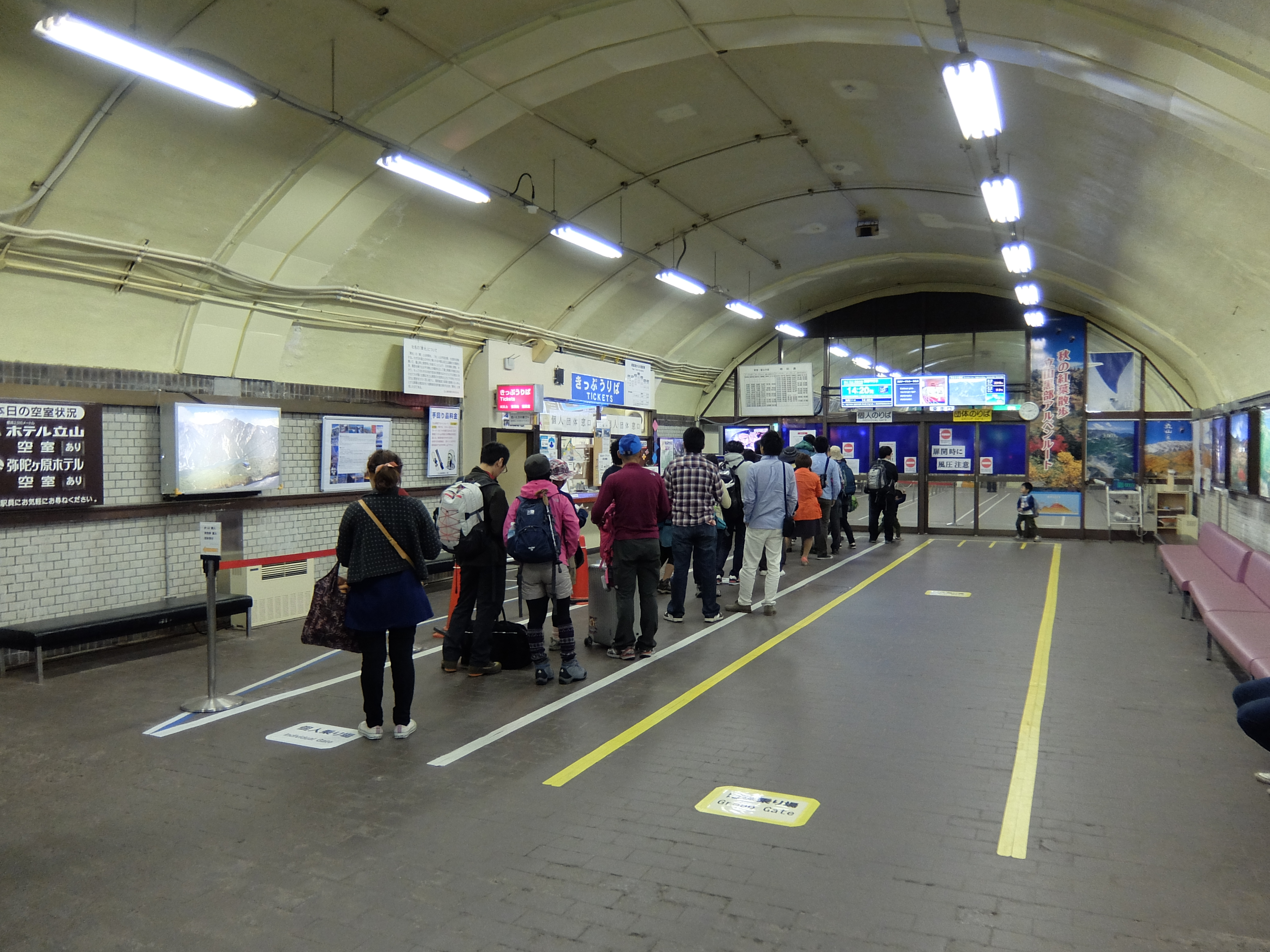
コンコース
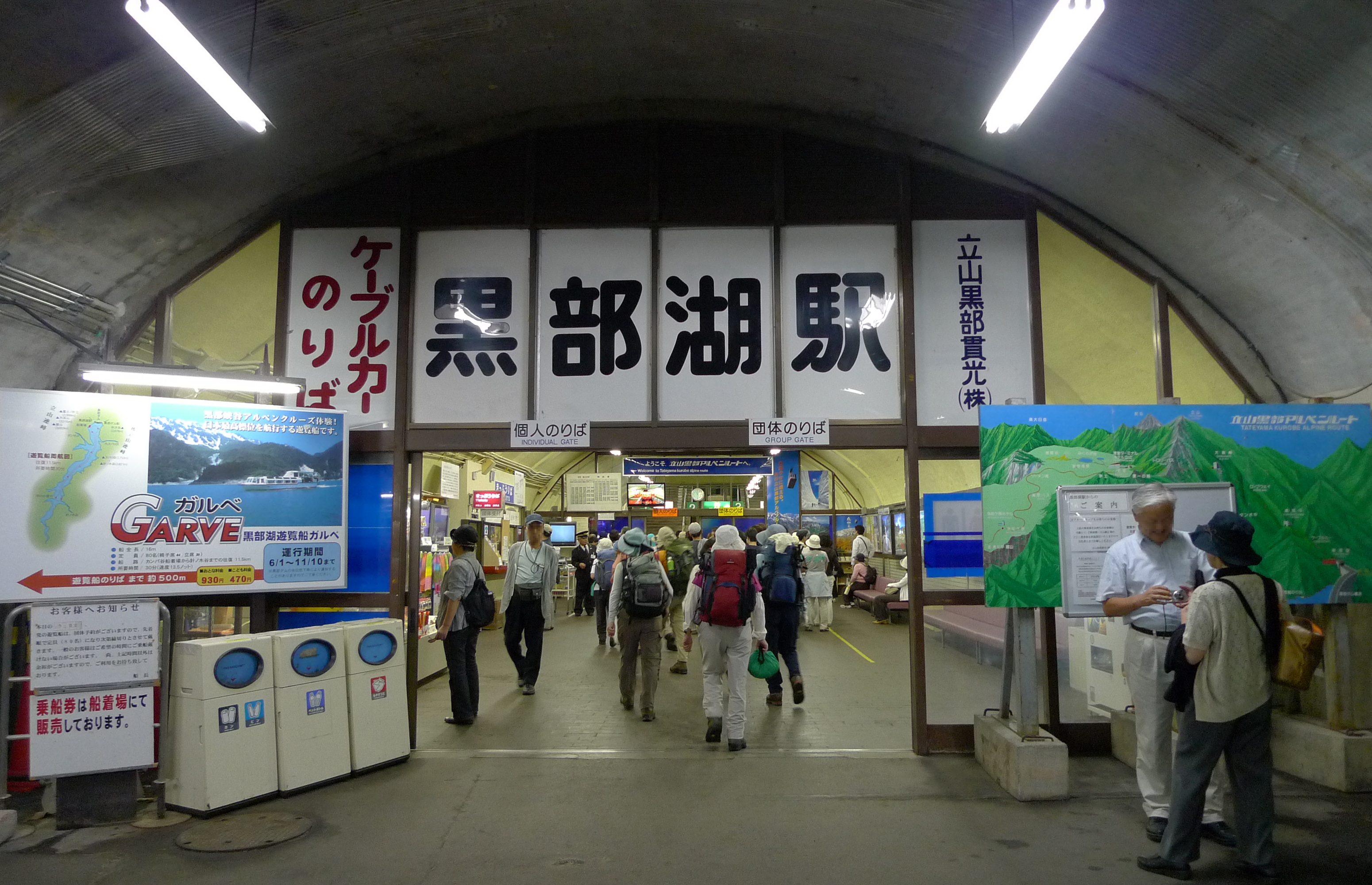
観光客で賑わう駅
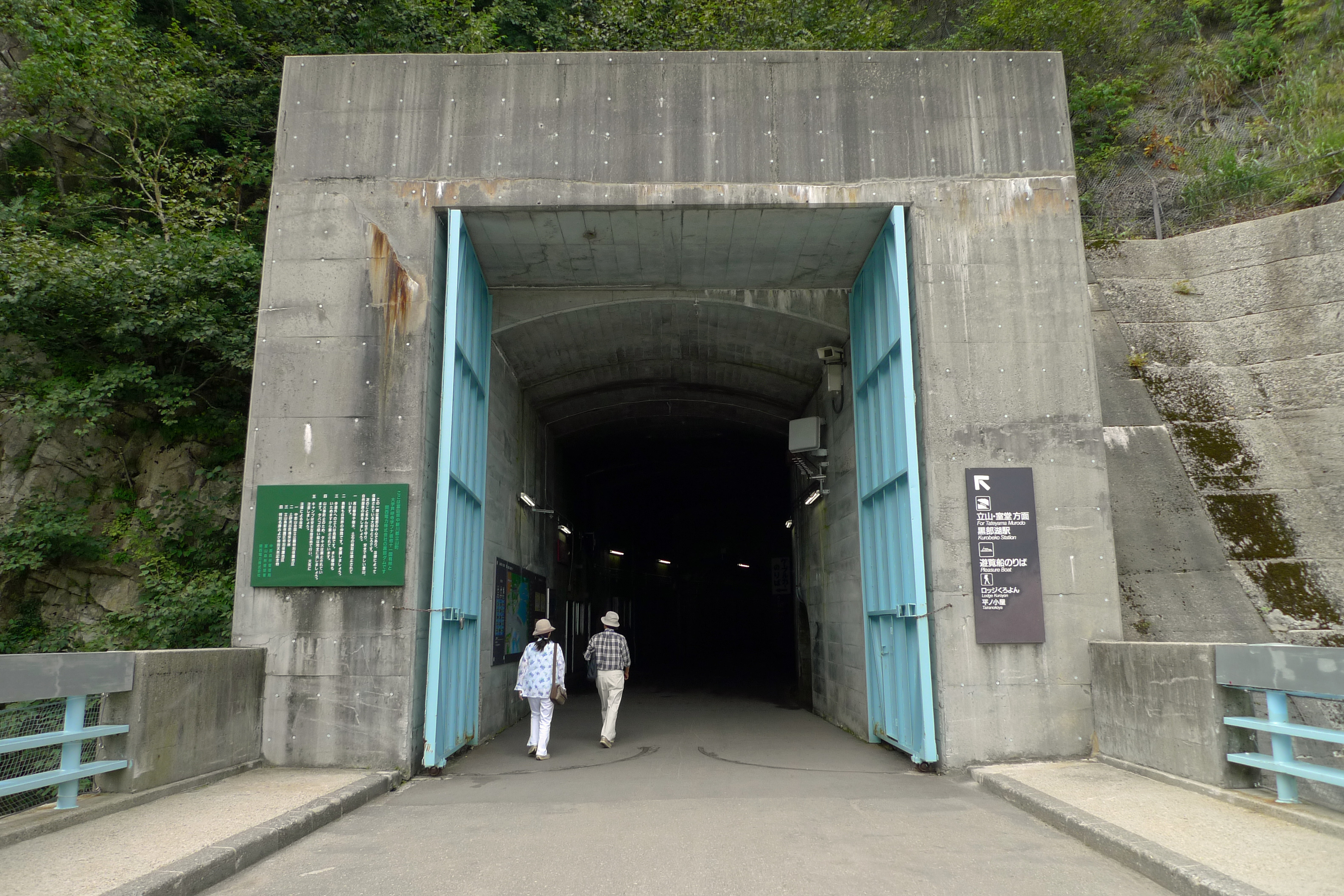
黒部ダムからの出入口